# Метрогил Дента
«Метрогил Дента» — безрецептурный лекарственный препарат в форме геля, антибиотик, применяемый при инфекционно-воспалительных заболеваниях полости рта. Производится компанией Johnson & Johnson.

## Состав препарата и свойства
Препарат представляет собой мягкий вязкий гель молочно-белого полупрозрачного цвета. 1 грамм геля содержит:
- метронидазола бензоат - 16 мг,
- хлоргексидина биглюконат 20% раствор - 2,5 мг

Вспомогательные вещества:
- пропиленгликоль,
- карбомер-940,
- динатрия эдетат,
- натрия сахаринат,
- левоментол,
- натрия гидроксид,
- вода[1].

Метронидазол обладает антибактериальным действием против анаэробных бактерий, вызывающих заболевания пародонта, таких как: Porphyromonas gingivalis, Prevotella intermedia, Fusobacterium fusiformis, Wolinella recta, Eikenella corrodens, Borrelia vincenti, Prevotella melaninogenica, Selenomonas spp.
Хлоргексидин обладает антисептическим и противомикробным действием и эффективен в отношении грамположительных и грамотрицательных аэробных и анаэробных бактерий (Treponema spp., Neisseria gonorrhoeae, Trichomonas spp., Chlamydia spp., Ureaplasma spp., Bacteroides fragilis). К препарату слабочувствительны некоторые штаммы Pseudomonas spp., Proteus spp., а также устойчивы кислотоустойчивые формы бактерий и их споры. Препарат не нарушает функциональную активность лактобацилл. При местном применении практически не всасывается.

## Варианты выпуска
Препарат выпускается в пластиковых ламинированных тубах (объемом 20 г), горлышко которых запечатано алюминиевой фольгой (либо мембраной из алюминия), ламинированной полиэтиленом и с навинчивающейся крышкой из полипропилена. Одна туба помещается в картонную пачку с инструкцией по применению.

## Показания
Инфекционно-воспалительные заболевания пародонта и слизистой оболочки полости рта:
- острый и хронический гингивит[5];
- острый язвенно-некротический гингивит Венсана[6][7];
- острый и хронический пародонтит[8][9];
- юношеский пародонтит;
- пародонтоз, осложненный гингивитом;
- афтозный стоматит;
- хейлит;
- воспаление слизистой оболочки полости рта при ношении протезов;
- постэкстракционный альвеолит (воспаление лунки после удаления зуба);
- периодонтит, периодонтальный абсцесс (в составе комбинированный терапии);
- мукозит как последствие химиотерапии[10].

## Применение
Местно, только для стоматологического применения.
Взрослым и детям старше 6 лет при воспалении десен «Метрогил Дента» наносится на область десен тонким слоем пальцем или при помощи ватной палочки. Препарат применяется два раза в день. После нанесения геля следует воздержаться от питья и приема пищи в течение 30 мин. Смывать гель не рекомендуется. Длительность курса лечения составляет в среднем 7—10 дней.
При пародонтите после снятия зубных отложений, пародонтальные карманы обрабатываются препаратом и производится аппликация геля на область десен. Время экспозиции — 30 мин. Количество процедур зависит от тяжести заболевания. В дальнейшем аппликации геля больной может проводить самостоятельно: «Метрогил Дента» наносится на область десен 2 раза в день в течение 7—10 дней.
При афтозном стоматите препарат наносится на пораженную область слизистой оболочки полости рта 2 раза в день в течение 7—10 дней.
Для профилактики обострений хронического гингивита и пародонтита гель наносят на область десен 2 раза в день в течение 7—10 дней. Профилактические курсы лечения проводятся 2-3 раза в год.
Для профилактики постэкстракционного альвеолита после удаления зуба лунка обрабатывается гелем «Метрогил Дента», затем гель применяется 2—3 раза в день в течение 7—10 дней.